# Zimbàbue: La lluita per la democràcia
Zimbàbue: La lluita per la democràcia (títol original en danès, Præsidentvalget - kampen for demokrati i Zimbabwe) és un documental danès del 2021 dirigit per Camilla Nielsson. S'ha subtitulat al català.

## Sinopsi
Zimbàbue es troba en una cruïlla de camins. Quan el dictador Robert Mugabe va ser destituït del poder en un cop d'estat militar, els generals van prometre garantir la democràcia en unes eleccions nacionals. En el context de crisi econòmica, escassetat d'aliments i violència política, el repte polític no podria ser més gran. El jove i carismàtic Nelson Chamisa treballa per derrotar el partit governant que controla Zimbàbue des de la independència. Després de dècades d'una elit corrupta aferrada al poder utilitzant qualsevol eina disponible, legal o no, es dubta si poden ser realment possibles unes eleccions lliures, justes i creïbles. Les eleccions presidencials són un recordatori èpic i fascinant que la lluita per la democràcia és interminable i universal.

## Repartiment
- Nelson Chamisa
- Thabani Mpofu
- Nkululeko Sibanda